# 뱅자맹 앙구아
브루 뱅자맹 앙구아(프랑스어: Brou Benjamin Angoua, 1986년 11월 28일 ~) 은 코트디부아르의 축구 선수로, 현재 샹피오나 나시오날의 스타드 브리오신에서 중앙 수비수로 활약하고 있다.